# Lista de singles número um na Billboard Hot 100 em 2007

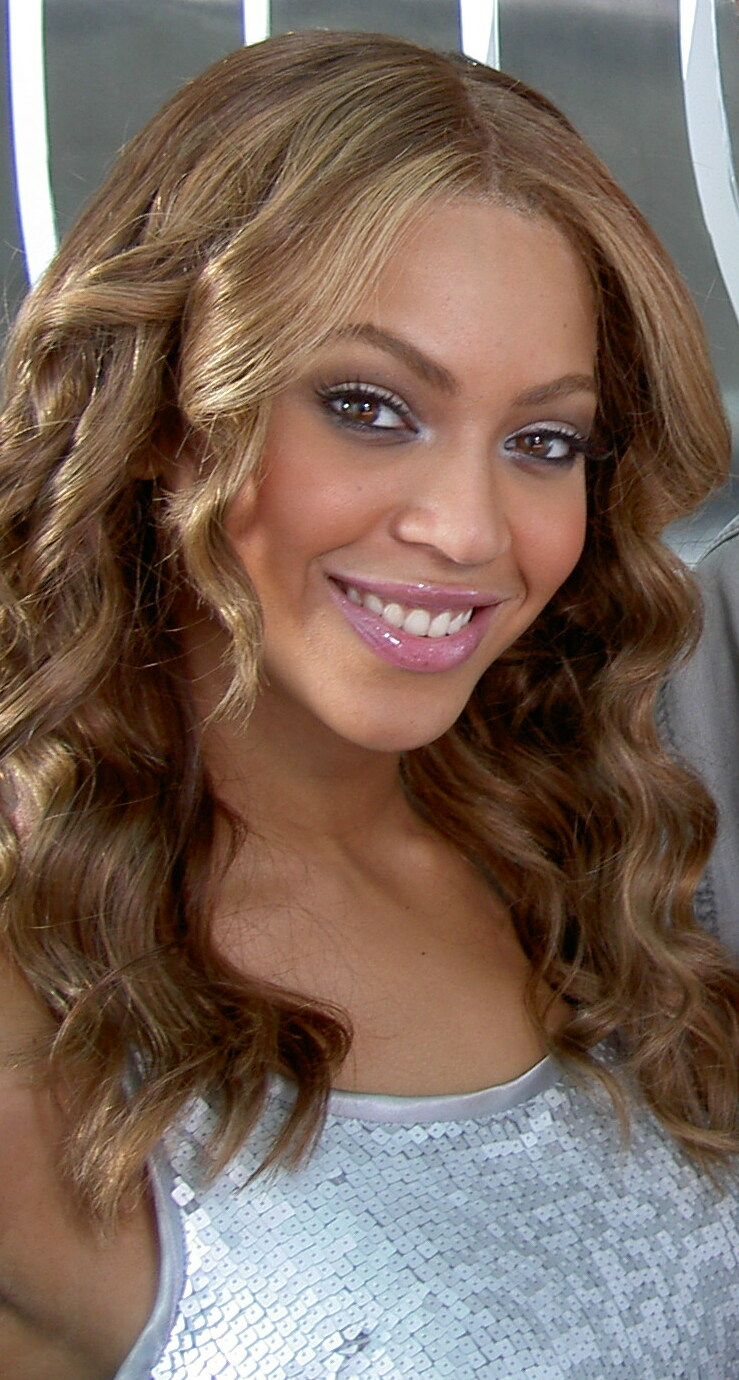
"Irreplaceable", de Beyoncé (foto), foi um dos singles que ocupou por mais tempo o topo Billboard Hot 100, assim se tornando a canção com mais longeva nessa posição em 2007, empatada com "Umbrella", de Rihanna, e "Crank That (Soulja Boy)", de Soulja Boy.

Este anexo lista os singles número um na Billboard Hot 100 em 2007. A parada musical classifica o desempenho de singles nos Estados Unidos. Publicada pela revista Billboard, os dados são recolhidos pela Nielsen SoundScan, baseado em cada venda semanal física e digital, e também popularidade da canção nas rádios. No ano de 2007, foram 17 os singles que chegaram ao topo da parada. Embora 18 singles tenham alcançado a primeira posição da parada em 52 edições da revista, "Irreplaceable", da cantora Beyoncé, entrou na parada em 2006 e foi excluído.
Em 2007, oito artistas conseguiram seu primeiro single número um na Billboard Hot 100, seja como artista principal ou convidado, entre eles: Maroon 5, Avril Lavigne, Mims, Plain White T's, Sean Kingston, Soulja Boy, T-Pain e Yung Joc. O produtor Timbaland conseguiu seu primeiro single número um como artista principal em "Give It to Me", porém já havia aparecido como convidado na música "Promiscuous", da cantora Nelly Furtado. T-Pain, Justin Timberlake, Nelly Furtado e Fergie conseguiram cada um dois singles número um, seja como artista principal ou convidado.
Três singles número um permaneceram o maior tempo no topo da Billboard Hot 100 em 2007, entre eles, "Irreplaceable", de Beyoncé, "Umbrella", da barbadense Rihanna, e "Crank That (Soulja Boy)", de Soulja Boy, ambos por sete semanas. "Irreplaceable" que já estava no topo de três edições do ano anterior, é creditado como o maior longest-running do ano de 2006. Assim, "Umbrella" e "Crank That (Soulja Boy)" são creditados como os longest-running de 2007.

## Histórico

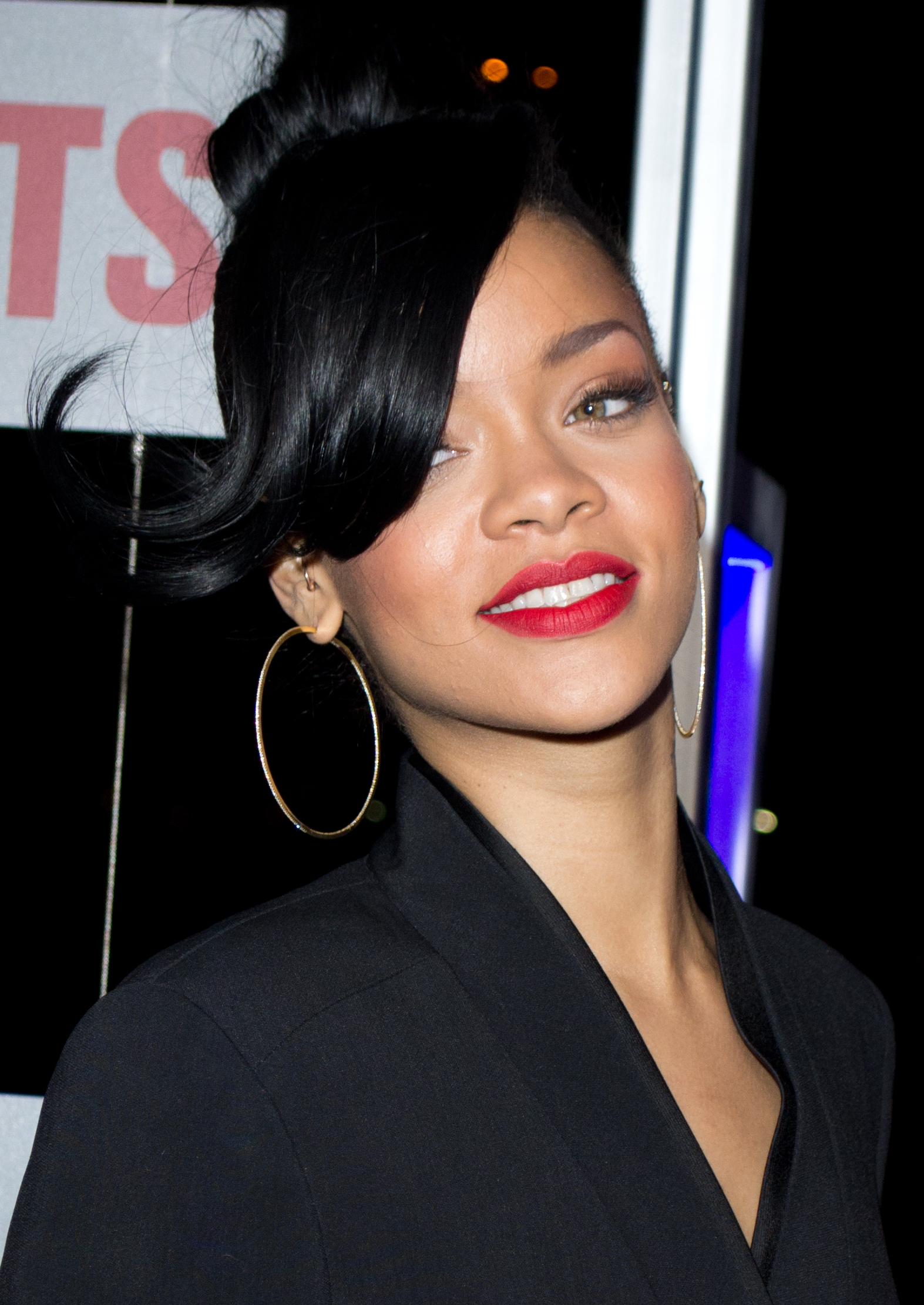
"Umbrella", da barbadense Rihanna, foi um dos singles que ocupou por mais tempo o topo da tabela em 2007.

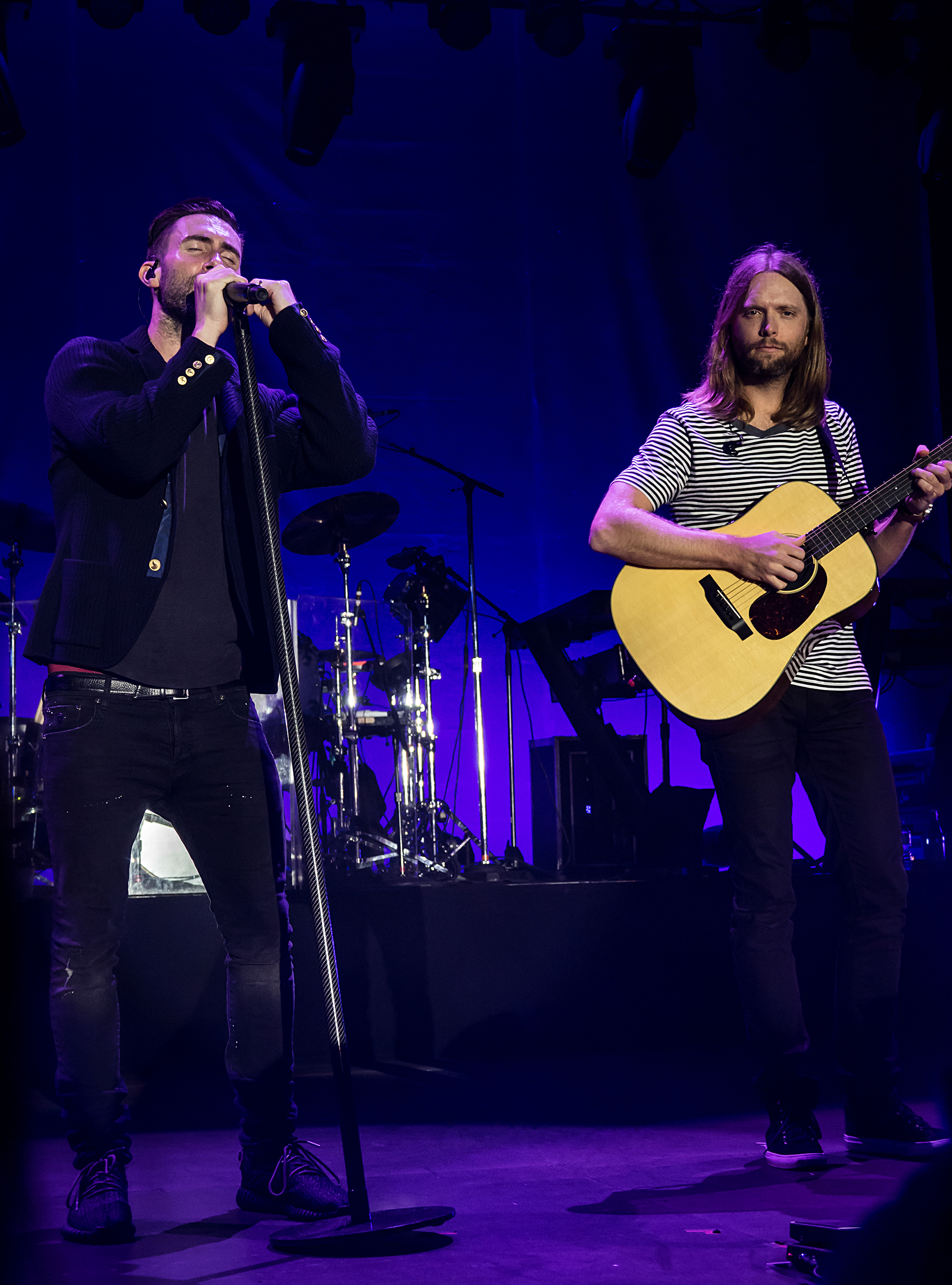
"Makes Me Wonder", da banda Maroon 5, é notável pelo seu salto do 64º ao 1º lugar em uma semana, o maior do ano.

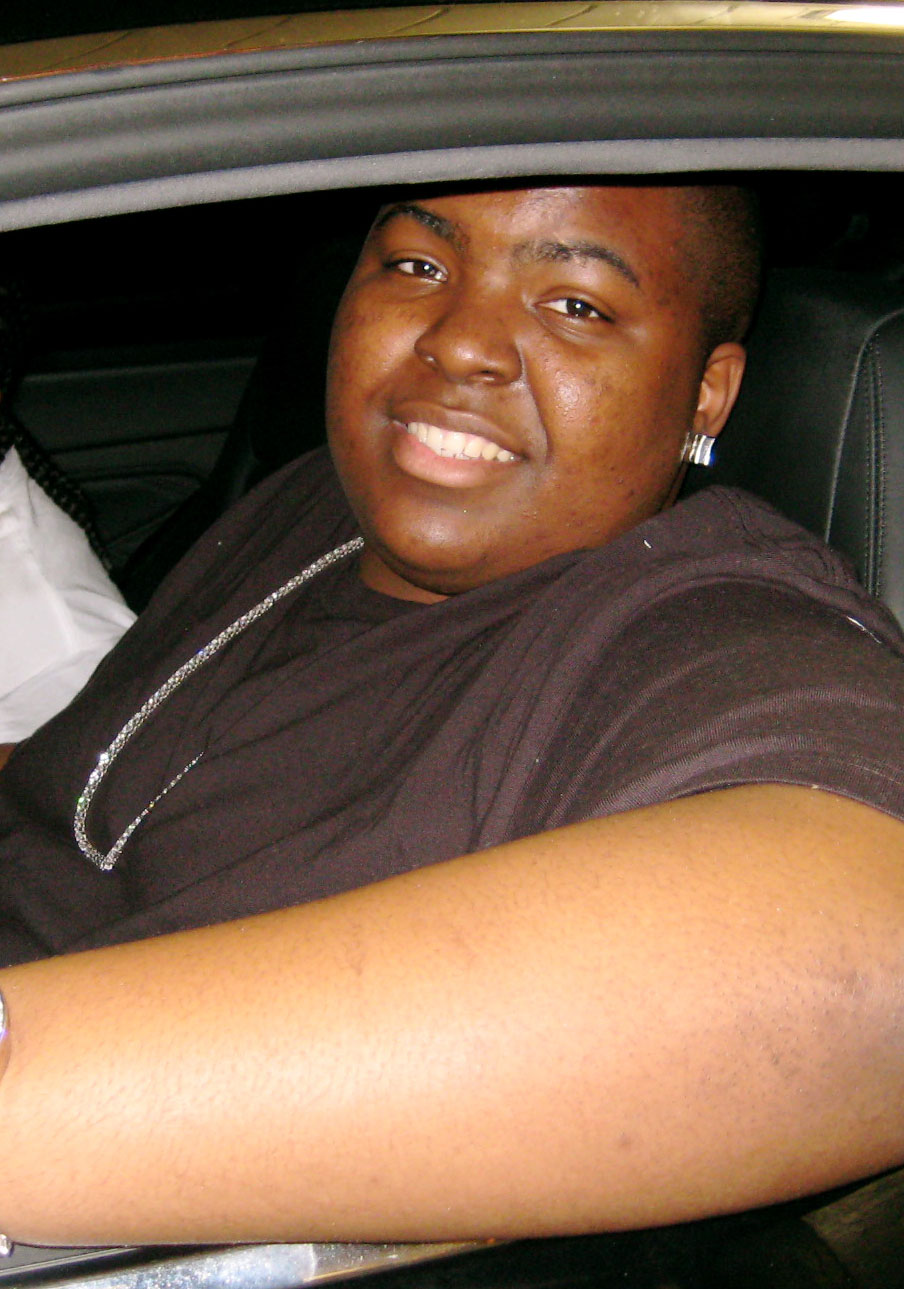
Sean Kingston conseguiu seu primeiro single número um com "Beautiful Girls", que permaneceu no topo por quatro semanas consecutivas.

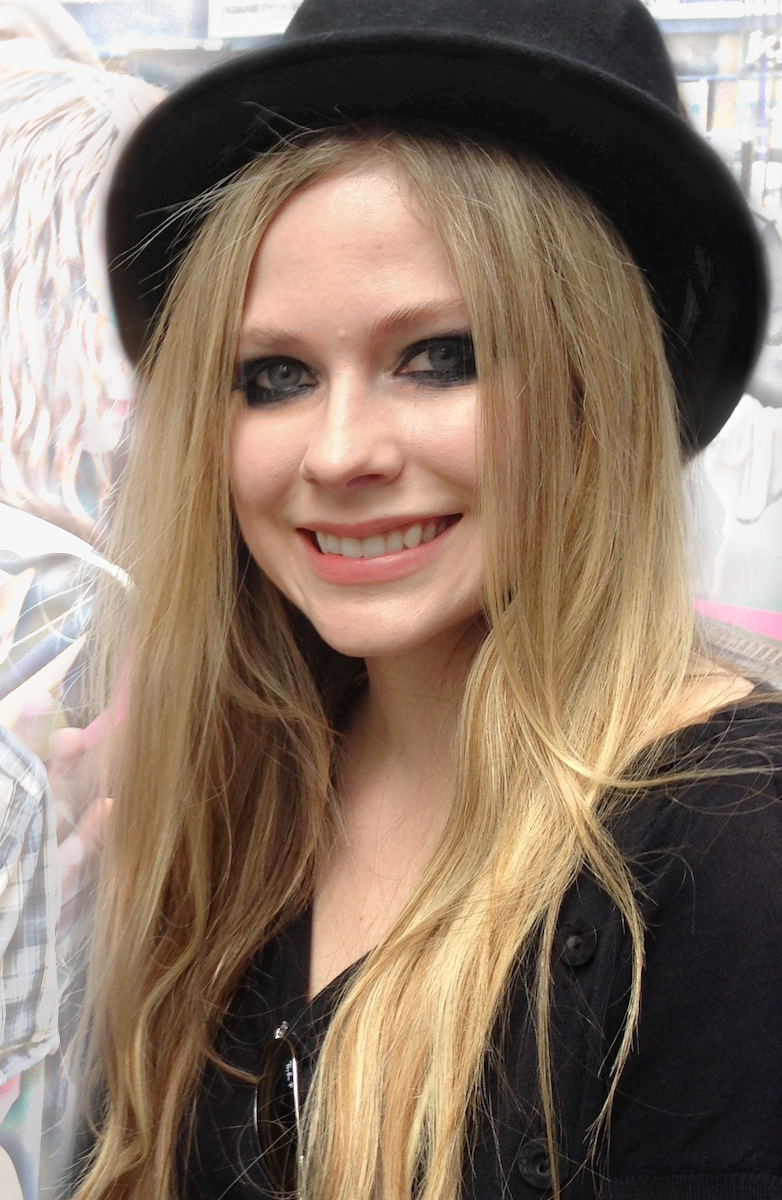
Com "Girlfriend", a canadense Avril Lavigne conseguiu seu primeiro single número um nos Estados Unidos.

| Data da publicação | Canção                             | Artista(s)                                      | Ref    |
| ------------------ | ---------------------------------- | ----------------------------------------------- | ------ |
| 6 de janeiro       | "Irreplaceable"                    | Beyoncé                                         | [ 4 ]  |
| 13 de janeiro      | "Irreplaceable"                    | Beyoncé                                         | [ 5 ]  |
| 20 de janeiro      | "Irreplaceable"                    | Beyoncé                                         | [ 6 ]  |
| 27 de janeiro      | "Irreplaceable"                    | Beyoncé                                         | [ 7 ]  |
| 3 de fevereiro     | "Irreplaceable"                    | Beyoncé                                         | [ 8 ]  |
| 10 de fevereiro    | "Irreplaceable"                    | Beyoncé                                         | [ 9 ]  |
| 17 de fevereiro    | "Irreplaceable"                    | Beyoncé                                         | [ 10 ] |
| 24 de fevereiro    | "Say It Right"                     | Nelly Furtado                                   | [ 11 ] |
| 3 de março         | "What Goes Around... Comes Around" | Justin Timberlake                               | [ 12 ] |
| 10 de março        | This is why i'm hot                | Mims                                            | [ 13 ] |
| 17 de março        | This is why i'm hot                | Mims                                            | [ 14 ] |
| 24 de março        | "Glamorous"                        | Fergie com Ludacris                             | [ 15 ] |
| 31 de março        | "Glamorous"                        | Fergie com Ludacris                             | [ 16 ] |
| 7 de abril         | "Don't Matter"                     | Akon                                            | [ 17 ] |
| 14 de abril        | "Don't Matter"                     | Akon                                            | [ 18 ] |
| 21 de abril        | "Give It to Me"                    | Timbaland com Nelly Furtado e Justin Timberlake | [ 19 ] |
| 28 de abril        | "Give It to Me"                    | Timbaland com Nelly Furtado e Justin Timberlake | [ 20 ] |
| 5 de maio          | "Girlfriend"                       | Avril Lavigne                                   | [ 21 ] |
| 12 de maio         | "Makes Me Wonder"                  | Maroon 5                                        | [ 22 ] |
| 19 de maio         | "Makes Me Wonder"                  | Maroon 5                                        | [ 23 ] |
| 26 de maio         | "Buy U a Drank"                    | T-Pain com Yung Joc                             | [ 24 ] |
| 2 de junho         | "Makes Me Wonder"                  | Maroon 5                                        | [ 25 ] |
| 9 de junho         | "Umbrella"                         | Rihanna com Jay-Z                               | [ 26 ] |
| 16 de junho        | "Umbrella"                         | Rihanna com Jay-Z                               | [ 27 ] |
| 23 de junho        | "Umbrella"                         | Rihanna com Jay-Z                               | [ 28 ] |
| 30 de junho        | "Umbrella"                         | Rihanna com Jay-Z                               | [ 29 ] |
| 7 de julho         | "Umbrella"                         | Rihanna com Jay-Z                               | [ 30 ] |
| 14 de julho        | "Umbrella"                         | Rihanna com Jay-Z                               | [ 31 ] |
| 21 de julho        | "Umbrella"                         | Rihanna com Jay-Z                               | [ 32 ] |
| 28 de julho        | "Hey There Delilah"                | Plain White T's                                 | [ 33 ] |
| 4 de agosto        | "Hey There Delilah"                | Plain White T's                                 | [ 34 ] |
| 11 de agosto       | "Beautiful Girls"                  | Sean Kingston                                   | [ 35 ] |
| 18 de agosto       | "Beautiful Girls"                  | Sean Kingston                                   | [ 36 ] |
| 25 de agosto       | "Beautiful Girls"                  | Sean Kingston                                   | [ 37 ] |
| 1º de setembro     | "Beautiful Girls"                  | Sean Kingston                                   | [ 38 ] |
| 8 de setembro      | "Big Girls Don't Cry"              | Fergie                                          | [ 39 ] |
| 15 de setembro     | "Crank That (Soulja Boy)"          | Soulja Boy                                      | [ 40 ] |
| 22 de setembro     | "Crank That (Soulja Boy)"          | Soulja Boy                                      | [ 41 ] |
| 29 de setembro     | "Stronger"                         | Kanye West                                      | [ 42 ] |
| 6 de outubro       | "Crank That (Soulja Boy)"          | Soulja Boy                                      | [ 43 ] |
| 13 de outubro      | "Crank That (Soulja Boy)"          | Soulja Boy                                      | [ 44 ] |
| 20 de outubro      | "Crank That (Soulja Boy)"          | Soulja Boy                                      | [ 45 ] |
| 27 de outubro      | "Crank That (Soulja Boy)"          | Soulja Boy                                      | [ 46 ] |
| 3 de novembro      | "Crank That (Soulja Boy)"          | Soulja Boy                                      | [ 47 ] |
| 10 de novembro     | "Kiss Kiss"                        | Chris Brown com T-Pain                          | [ 48 ] |
| 17 de novembro     | "Kiss Kiss"                        | Chris Brown com T-Pain                          | [ 49 ] |
| 24 de novembro     | "Kiss Kiss"                        | Chris Brown com T-Pain                          | [ 50 ] |
| 1º de dezembro     | "No One"                           | Alicia Keys                                     | [ 51 ] |
| 8 de dezembro      | "No One"                           | Alicia Keys                                     | [ 52 ] |
| 15 de dezembro     | "No One"                           | Alicia Keys                                     | [ 53 ] |
| 22 de dezembro     | "No One"                           | Alicia Keys                                     | [ 54 ] |
| 29 de dezembro     | "No One"                           | Alicia Keys                                     | [ 55 ] |